# コンデ包囲戦 (1793年)
コンデ包囲戦（コンデほういせん、英語: Siege of Condé）はフランス革命戦争中の1793年4月8日から7月12日にかけて行われた、フェルディナント・フリードリヒ・アウグスト・フォン・ヴュルテンベルク率いるハプスブルク帝国軍とフランス亡命軍による、ヴァランシエンヌから14キロメートル北東のコンデ＝シュル＝レスコーへの包囲。ジャン・ネストール・ド・シャンセル率いるコンデ駐留軍は3か月間の包囲ののち降伏した。
オーストリア軍が3月中旬のネールウィンデンの戦いで勝利したことで、フランス軍はオーストリア領ネーデルラントから追い出された。その後、シャルル・フランソワ・デュムーリエが寝返ったことでフランス兵士の士気が低下、フランスの政治家も動揺してほとんどの将軍の忠誠を疑った。オーストリアなど第一次対仏大同盟軍はフランス北東部辺境の要塞線にむけて進軍、まずコンデを、続いてヴァランシエンヌを包囲した。一方、フランス軍はギロチンを恐れる将軍に率いられて、苦戦しながらも自国を守ろうとした。

## 背景
1793年3月18日、シャルル・フランソワ・デュムーリエ率いるフランス軍がネールウィンデンの戦いでフリードリヒ・ヨシアス・フォン・ザクセン＝コーブルク＝ザールフェルト率いるオーストリア軍に挑んだ。フランス軍は歩兵4万と騎兵4,500でオーストリア軍は歩兵3万と騎兵9千だった。フランス軍右翼と中央部では激戦となったが、左翼が敗れて戦場から離脱した。3月21日にルーヴェン近くでも敗北すると、フランス軍は24日にブリュッセルを放棄、多くのフランス兵が脱走した。デュムーリエはオーストリア軍と交渉して、オーストリア領ネーデルラントから撤退する代償としてフランス軍の通過を認めさせた。その後、フランス軍は国境線の後ろに陣営を構えた。ホラント方面軍はリール近くで、アルデンヌ方面軍はモールデで、北方軍はブルイユ＝サン＝タマンで、ベルギー方面軍はコンデ＝シュル＝レスコーとヴァランシエンヌで陣地を構えた。
デュムーリエは密かに王党派であり、1793年1月21日にフランス王ルイ16世が処刑されると、パリに進軍して国民公会を打倒しようと計画した。そのため、彼はオーストリア軍と交渉、国境線が守られていない間でもフランスに侵攻しないよう協力を求めた。4月1日に戦争相のブルノンヴィル侯爵が政府の代表とともにサン＝タマン＝レ＝ゾーにあるデュムーリエの大本営に到着して返答を要求すると、デュムーリエは彼らを逮捕してオーストリア軍に引き渡した。しかし、国境地帯の要塞を支配下に置けなかったため、計画はすぐに失敗した。このことを示す事件としては、デュムーリエがルイ＝ニコラ・ダヴーの志願兵大隊から発砲されるというものがある。騎兵と正規軍の歩兵の一部が計画を支持する可能性もあったが、砲兵と志願兵は心から革命を支持しており、デュムーリエの指示を拒否した。1793年4月5日、デュムーリエはシャルトル公爵、ジャン＝バティスト・シリュス・ド・ヴァランスなどの士官とともにオーストリア軍に寝返った。計画が失敗したことで、オーストリア軍は侵攻を再開した。
コンデはスヘルデ川とエーヌ川の合流点にあったため、戦略上の要地であった。コンデの支配者たちはコンデの守備を強化し続けたため、中世末期には石造の城壁と塔、さらにその外周には堀が掘られた。スペインは1654年に守備を近代化しようとしたが、コンデは翌年にフランスのテュレンヌ子爵に占領された。フランスが1659年のピレネー条約でコンデをスペインに返還すると、スペインはコンデを要塞化した。スペインはコンデの周りに稜堡を建て、古い城壁を内側の防御戦として流用した。稜堡ははじめ土で作られたが、1666年に石で覆われて補強された。仏蘭戦争中の1676年4月、フランス軍は再びコンデを包囲、1678年のナイメーヘンの和約でそれを獲得した。築城の専門家セバスティアン・ル・プレストル・ド・ヴォーバンはコンデ東側の守備を補強、半稜堡を2つ、稜堡を1つ築いた。さらに水門を築いて、東側の堀の水位を変更できるようにした。また要塞の外では四角のリダウトが5つ築かれ、包囲軍を主要な防御工事からできるだけ遠ざかるようにした。要塞はフランス王ルイ14世の治世中、攻撃を受けなかった。技術将校のピエール・デュ・ビュアは1770年代にコンデの防御工事に変更を加えた。

## 包囲戦

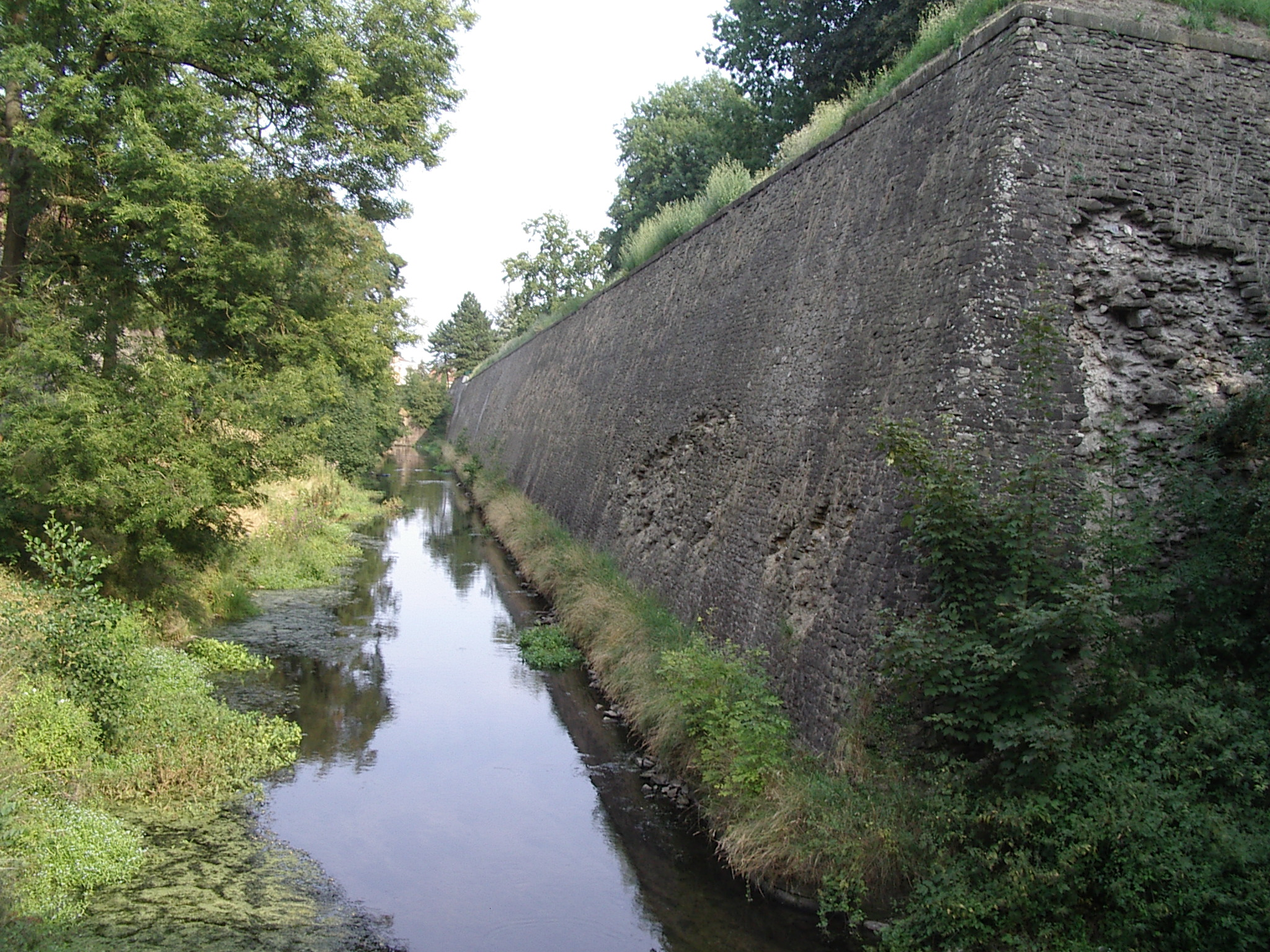
コンデの防御工事の一部は現存している。写真は2009年撮影。

コーブルク率いるオーストリア軍およびヨーク公指揮下のイギリス・ハノーヴァー軍からなる対仏大同盟軍は、コンデとヴァランシエンヌを包囲して攻略し、その上で進撃する方針をとることとした。
1793年4月8日、フェルディナント・フリードリヒ・アウグスト・フォン・ヴュルテンベルク率いる同盟軍の分隊6千人がコンデの包囲を開始した。ヴュルテンベルクの軍勢のうちオーストリア軍は第15ダルトン歩兵連隊（d'Alton）と第57ヨーゼフ・コロレド歩兵連隊（Joseph Colloredo）の1個大隊ずつ、第30ド・リーニュ歩兵連隊（de Ligne）、第38ヴュルテンベルク歩兵連隊（Württemberg）、第55マレー歩兵連隊（Murray）、第58フィーアゼット歩兵連隊（Vierset）の混成軍2個大隊、チロル狙撃兵4個中隊、第12カヴァナグ胸甲騎兵連隊（Kavanagh）2個大隊で構成された。フランス王党派の派遣軍はベルチェニー・フザール連隊（Berczeny）、サックス・フザール連隊（Saxe）、ロワイヤル・アレマン騎兵連隊（Royal Allemand）の2個大隊ずつだった。フランス側のコンデ駐留軍はジャン・ネストル・ド・シャンセル准将が指揮官を務め、4個歩兵大隊、4個独立中隊、8個騎兵大隊で構成され、合計4,300人を有した。

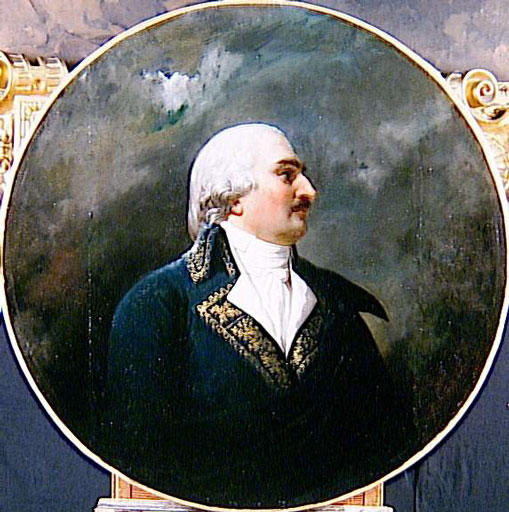
オーギュスト・マリー・アンリ・ピコー・ド・ダンピエール、レーモン・モンヴォワザン作、1834年。

デュムーリエが寝返った後、フランス政府は1793年4月4日にその後任としてオーギュスト・マリー・アンリ・ピコー・ド・ダンピエールをベルギー方面軍の指揮官に任命した。4月24日には軍の再編が行われ、ベルギー方面軍とホラント方面軍が解散され、残りは北方軍に編入された。ダンピエールは北方軍を指揮することとなり、その配下のアルデンヌ方面軍はフランソワ・ジョセフ・ドルーオ・ド・ラマルシュが率いた。ダンピエールは自軍が休息を要すると知っていたが、派遣議員が行動を要求した。ダンピエールの軍勢は4月15日にヴァランシエンヌ近くのファマールの軍営を再占領した。2週間後の5月1日、フランス軍はコンデの包囲を解くべくフリードリヒ・ヨシアス・フォン・ザクセン＝コーブルク＝ザールフェルト率いる同盟軍を襲撃した。フランス歩兵は勇猛に攻撃したが、騎兵の援護がなく、襲撃は失敗した。ダンピエールは5月8日のレムの戦いで再び襲撃を試み、フランス軍左翼が敵軍を押した。イギリスの衛兵旅団が戦闘に投入され、フランス軍を押し返したが激しい砲火で撃退された。しかし、フランスのコンデ救援の試みは失敗した。戦闘に参加したフランス軍3万のうち1,500人が死傷、一方の同盟軍は死傷者600を出した。コーブルクの軍勢はオーストリア、プロイセン、オランダ、イギリス軍の同盟軍だったが、その多くが戦闘に参加しなかった。ダンピエールは大腿を失う重傷を負って戦場から担ぎ出され、翌日に死亡した。ダンピエールは戦死したが、国民公会ではジョルジュ・クートンにより裏切り者として批判された。たとえ生き残ったとしても、ダンピエールは当時疑われていたため、ギロチンにかけられるのは避けられないと思われる。5月10日には同盟軍が8日に失った陣地を奪回、フランス軍はファマールの軍営に撤退した。
1793年5月23日、同盟軍はファマールの戦いでフランス軍を撃破した。同盟軍2万7千のうち1,100人が死傷した一方、ラマルシュが指揮を引き継いだフランス軍は2万7千人のうち3千が死傷、さらに300人が捕虜、大砲17門、軍旗3本、弾薬を載せた台車14台が鹵獲された。その結果、同盟軍はヴァランシエンヌを包囲した。コンデ駐留軍は孤立、気球でほかのフランス軍と連絡した。しかし、この連絡手段が仇となり、コンデ駐留軍が食料不足に陥ったことが同盟軍に露見してしまった。結局、シャンセルは1793年7月12日に降伏、守備軍は捕虜になり、大砲103門が同盟軍の手に落ちた。同盟軍の損害は不明だった。

## その後
同年7月28日には、同盟軍はヴァランシエンヌも陥落させた。しかし、同盟軍はここで致命的なミスを犯した。コンデとヴァランシエンヌを奪取した時点では要塞線に開けた穴に11万8千の軍勢が集中していたが、同盟軍はそのまま進撃せず、軍を二手に分けた。同盟軍は次に8月24日からダンケルクの包囲を、8月28日からル・ケノワの包囲を開始した。ル・ケノワ包囲戦は9月13日に決着を見たが、ダンケルク包囲戦は失敗に終わった。こうした事態が生じたのは、同盟軍の指揮官であるコーブルクとヨーク公の二人のあいだで意見の不一致が生じ、両者が別行動をとったためであるという。仮にこのとき同盟軍の全軍が進撃していれば、パリを陥落させることも容易であったともされる。
一方、コンデを失ったことで、当時のフランス軍指揮官アダム・フィリップ・ド・キュスティーヌの失脚が決まった。彼は軍では人気であったが、パリに召還され、7月22日に逮捕、8月27日に処刑された。シャンセルは9月11日に少将に昇進したが、翌年にキュスティーヌと同じ運命をたどった。シャンセルはモブージュ包囲戦では駐留軍の指揮官の副官だった。ワッティニーの戦いにおいて、駐留軍2万人は10月15日にソーティ攻撃を仕掛けたが失敗、翌16日では戦闘がまだ続いていたが駐留軍は動かなかった。フランスが勝利した後、モブージュの包囲は解かれたが、モブージュの守備軍は撤退する同盟軍の追撃に失敗した。駐留軍の失策の責任はシャンセルにあるとされ、彼は「正義かどうかが疑わしい」として有罪とされ、1794年3月6日にギロチンにかけられた。
コンデはその後、同盟軍が維持したが、1794年8月29日にフランツ・フォン・レイニアック（Franz von Reyniac）が要塞をバルテルミー・ルイ・ジョセフ・シェレールに明け渡した。オーストリアの駐留軍1,500人は1年間対フランス戦闘に参加しないという条件で釈放された。このときのオーストリア駐留軍は第57ヨーゼフ・コロレド歩兵連隊（Joseph Colloredo）と第58ボーリュー歩兵連隊（Beaulieu）の1個大隊ずつ、第34エステルハージ騎兵連隊（Esterhazy）の3個大隊だった。